# Chris Davison
Chris Davison (Zuid-Afrika, 3 maart 1961) is een Zuid-Afrikaanse golfprofessional die actief was op de Sunshine Tour, van 1989 tot 2007.

## Loopbaan
Davison begon zijn golfcarrière als een amateur. In 1989 werd hij een golfprofessional en ging hij aan de slag op de Southern Africa Tour (nu de Sunshine Tour). In 1993 behaalde Davison zijn eerste profzege door de Kalahari Classic te winnen. Later voegde hij nog twee zeges op zijn erelijst.

## Prestaties

### Amateur
- Chilli Open (Zuid-Amerika)

### Professional
Sunshine Tour
| Nr. | Datum           | Toernooi                     | Score           | Score | Info  |
| --- | --------------- | ---------------------------- | --------------- | ----- | ----- |
| 1   | 1993            | Kalahari Classic             | ?               | ?     |       |
| 2   | 30 januari 1994 | Telkom South African Masters | 69+74+68+70=281 | –7    | [ 1 ] |
| 3   | 31 januari 1999 | Vodacom Players Championship | 71+68+67+69=275 | –13   | [ 2 ] |